# Boca del Río (municipi)
Boca del Río és un municipi de l'estat de Veracruz. Boca del Río és el cap de municipi i principal centre de població d'aquesta municipalitat. Aquest municipi és a la part sud de l'estat de Veracruz. Limita al nord amb els municipis de Veracruz, al sud amb Medellín, a l'oest amb Alvarado i a l'est amb Golf de Mèxic.